# Piorunowy impuls elektromagnetyczny
Piorunowy impuls elektromagnetyczny (ang. Lighting ElectroMagnetic Pulse - LEMP) – elektromagnetyczne skutki prądu piorunowego. Pod tym pojęciem należy rozumieć prąd elektryczny i pola wyładowania piorunowego jako źródło zagrożenia.